# M0n0wall
m0n0wall是基于FreeBSD的嵌入式防火墙发行版，是BSD操作系统的后代之一。它提供了一个小镜像，可以放在小型闪存卡上，也可以放在CD-ROM和硬盘上。它可以在许多嵌入式平台和通用PC上运行。PC版本可以只使用一张Live CD和一张软盘来存储配置数据，也可以在一张小型闪存卡上运行（附带IDE适配器）。这就消除了对硬盘驱动器的需求，从而降低了噪音和热量水平。
2015年2月15日，Manuel Kasper宣布“m0n0wall项目正式结束”。不会再做任何开发，也不会有更新的版本，“鼓励”所有当前的m0n0wall用户切换到OPNsense并尽其所能做出贡献。PfSense于2004年从m0n0wall项目中分叉出来，而OPNsense于2015年从PfSense分叉出来。

## 特性
m0n0wall提供了基于web的配置，并使用PHP专用于GUI和引导配置。此外，配置参数采用单个XML文件。
m0n0wall的一些功能有：
- 状态包过滤防火墙
- IPsec和PPTP VPN
- 入站和出站网络地址转换
- Captive portal
- Traffic shaper
- 入站和出站端口过滤
- 支持802.1Q兼容的VLAN
- 局域网和广域网端口上的多个IP地址
- IPS

## 硬件
m0n0wall 安装在一些公司设计制造的嵌入式硬件上。

## 衍生品
类似的硬件需求

- t1n1wall （页面存档备份，存于）：m0n0wall 停止后于 2015 年分叉出来的。
- SmallWall （页面存档备份，存于）：另一个 2015 年 m0n0wall 的分支，在它的生命结束后。
- m0n0wall mod （页面存档备份，存于）：原始的带有附加功能的 m0n0wall（DHCP+PPTP, DHCP+PPPoE, static+PPPoE, L2TP, WAN eth接口），自 2013 年后不再开发。

扩展的硬件需求

- OPNsense：m0n0wall 的继承者，于 2015 年从 pfSense 分出来。[3][4]
- pfSense：2004 年从 m0n0wall 项目中分离出来，2006 年首次发布。[5]

其他用途(非防火墙)

- AskoziaPBX：嵌入式电话系统。
- XigmaNAS：基于 FreeBSD 的 NAS 网络附加存储发行版，使用了 m0n0wall web GUI 的部分内容。以前是NAS4Free。

## 另请参阅
- Comparison of firewalls
- List of router or firewall distributions